# Guiñote
El guiñote, tute aragonés o juego de cotos es un juego de cartas o naipes de la familia del tute y emparentado con otros como la brisca, el arrastrado o el subastado. Todos estos juegos son también similares a las diversas variantes de la briscola jugadas actualmente en Italia. Aunque las primeras referencias documentales aparecen más tarde, su origen se sitúa posiblemente durante la expansión de la Corona de Aragón (siglo XIV). Seguramente, en sus ratos de ocio, sus soldados se encargaron de extender el guiñote en formas más primitivas a la actual. 
Se clasifica dentro de los juegos como un juego sedentario y de mesa, con aspecto combinatorio, basado en el azar y con información incompleta.  

## Territorios
El guiñote está muy extendido en las comunidades españolas de Aragón, Navarra y jugado habitualmente también en las provincias españolas de Soria, La Rioja, Cuenca, Guadalajara, Castellón y sur de Tarragona. Localmente se juega incluso en pueblos de Jaén (la trashumancia desde Teruel puede ser la causa) y con denominación de "Juego de cotos" en Alcoy (Alicante). En Aragón es considerado poco menos que el deporte regional, celebrándose campeonatos de guiñote en las fiestas de sus pueblos. No es un juego hecho para ganar dinero, es demasiado lento como para permitir apuestas; como mucho, la pareja perdedora se encarga de pagar el café o la consumición que se hace en el local o espacio de juego. De hecho, es un juego tradicional y muy popular que suelen enseñar los padres a sus hijos, habiendo incluso campeonatos de guiñote infantiles en las fiestas de los pueblos. En la mayoría de las localidades es el entretenimiento más popular en las frías tardes de invierno.
Puede jugarse con dos jugadores de forma individual, pero la forma de juego por excelencia es con cuatro jugadores formando dos parejas. El resto del artículo se refiere a esta modalidad.
Dos parejas juegan con una baraja española a la que se han quitado los ochos y los nueves, quedando por tanto 40 cartas; en algunos lugares, como en el Rincón de Ademuz (Valencia) se juega con toda la baraja (48 cartas) y en algunas zonas de Castellón sin los doses, o sea con 36 cartas. Los miembros de una misma pareja se sentarán a la mesa uno enfrente del otro, y entre los de la pareja contraria.
Normalmente se juega a dos juegos, cotos o garras de tres a cinco partidas cada uno, ganando la pareja que hace primero dos cotos.
En la actualidad es posible jugarlo también a través de diversas plataformas en línea contra bots o contra otros usuarios.

## Normas
El guiñote es considerado un juego de entretenimiento o puro ocio por muchos, aunque otros le dan carácter de competición o reto. Sus reglas están fijadas con bastante exactitud, aunque pueden variar ligeramente de una zona a otra. En su modo más competitivo y riguroso, la Asociación Aragonesa de Guiñote ha redactado un reglamento con formato deportivo con el objetivo de desarrollar y regular las competiciones integradas en su ámbito territorial.  
Al comenzar cada juego, se reparten seis naipes a cada jugador, de tres en tres. Los jugadores no pueden enseñar sus cartas a su pareja. Se levanta una carta, cuyo palo será el triunfo. Esta carta queda boca arriba (y será la última en ser robada) debajo del montón de cartas sobrantes, que quedan boca abajo, formando el llamado "mazo". 
En cada ronda o "baza", cada jugador tirará una de sus cartas, siguiendo el orden de la mesa hacia la derecha. En la primera baza sale el jugador que es "mano", es decir, el siguiente al que ha "dado" o repartido las cartas. En las demás bazas sale el jugador que se ha llevado la baza anterior. 
Gana la baza el que tire la carta más alta del mismo palo del que se ha salido, o bien si alguien tira triunfo, el triunfo más alto, y el ganador de la baza se apropia de las cuatro cartas, para sumar sus tantos al final de la partida (o inmediatamente si es la partida de vueltas). Es obligatorio tirar del mismo palo que el primero solo una vez que ya no haya cartas en el montón, cosa que se conoce como "ir de arrastre". En este mismo caso, de no tener del mismo palo, tendrá que tirar triunfo, en caso de tenerlo, si la baza no va a favor de él mismo; pero no será necesario tirar triunfo, si no supera a un triunfo anterior y la primera carta de la baza no es triunfo. Tampoco es necesario matar si la baza corresponde de momento al compañero de pareja.
Después de cada baza, y mientras queden cartas en el montón o "mazo", cada jugador toma o "roba" una carta del montón, empezando por el jugador que se haya llevado la última baza. Este mismo jugador sale en la baza siguiente, es decir, juega la primera carta de la baza.
Asimismo, hay que considerar que la carta que pinta o triunfa (que es triunfo) se pueda cambiar por "el siete" del mismo palo, si bien es notorio que hay que acordar entre los jugadores la posibilidad de poder o no canjear por una inferior "al siete". En caso de discrepancia, se podrá cambiar. Solo se podrá hacer el cambio si se ha ganado alguna baza.
Gana una baza el jugador que tira el triunfo más alto, o en caso de que no haya triunfo, la carta de más valor que sea del palo del que haya salido el primer jugador en la ronda. La prelación del valor de las cartas es la siguiente: As, tres, rey, sota, caballo, siete, seis, cinco, cuatro y dos.
Para contabilizar la puntuación de cada pareja, se han de sumar el valor de las cartas de las bazas conseguidas
| Carta  |           |           |          |          |          |
| Nombre | As        | Tres      | Rey      | Sota     | Caballo  |
| Valor  | 11 puntos | 10 puntos | 4 puntos | 3 puntos | 2 puntos |

Obsérvese que en otros juegos similares el caballo y la sota intercambian sus papeles, es decir, es el caballo el que vale más, al contrario que en el guiñote.
Además, hay que añadir los cantes (ver más abajo) y el monte o "diez de últimas" (10 puntos).
Para ganar un juego se debe hacer 101 puntos, de tal forma que si no se consigue hacer en una partida, se hará en dos, contabilizando para la segunda partida la puntuación obtenida en la primera partida. En caso de que sea necesario jugar una segunda partida (también llamada "partida de vueltas" o "de arrastre"), esta terminará al alcanzar una pareja los 101 tantos, por lo tanto nunca llega al final. Si en la primera partida de cada juego, las dos parejas obtienen más de 100 puntos, gana aquella que haya obtenido la última baza, llamada también monte o "las diez de últimas". 
A la hora de contar los puntos existe la particularidad de que los primeros 50 se llaman "malas" y los restantes "buenas", es decir, si una pareja tiene 48 puntos, se dice que tiene "48 malas", mientras que si tiene 85 se dice que tiene "35 buenas". Por ello se dice que gana la pareja que "haga 51 buenas".
Se llama cante al tener sota y rey del mismo palo. Para contabilizar los tantos del cante, se deberá ganar una baza y anunciar el cante antes de tirar una carta (una vez ganada la baza), especificando el palo si todavía hay al menos tres cartas en el mazo. Si no se diese el caso, se podrá decir si alguno de la pareja que canta lo estima oportuno. En caso de que el cante sea del palo del triunfo, se deberá anunciar esta particularidad siempre. Los cantes valen 20 puntos. Si es del triunfo, 40 tantos (cantar las cuarenta).

### Contar con más rapidez
Teniendo en cuenta que los puntos de todas las cartas de la baraja (añadiendo también las 10 últimas) suman 130 puntos, algunos jugadores lo utilizan para ahorrar tiempo a la hora de contar. Con una simple resta se pueden calcular los puntos que tendrá la otra pareja o viceversa. Ejemplos:
- Equipo A: 84 puntos (34 buenas) Equipo B: 130 - 84 puntos = 46 puntos (46 malas)
- Equipo A: 42 puntos (42 malas) Equipo B: 130 - 42 puntos = 88 puntos (38 buenas)

Se recomienda sumar los cantes al final de los recuentos para evitar confundirse en las operaciones. Algunos equipos no utilizan esta forma de contar para asegurarse de que sus rivales no se hayan equivocado contando los puntos.
Si un equipo no consigue llegar a 30 malas, el equipo rival gana automáticamente la partida. Esto no es una norma, consiste simplemente en el mismo ejemplo de antes:
- Equipo A: 27 puntos (27 malas) Equipo B: 130 - 27 puntos = 103 puntos (53 buenas)

Al sobrepasar las 50 buenas (sobrepasarlas, no tenerlas justas) se gana la partida.

## Otras consideraciones
Se reparte de derecha a izquierda, tirándose las cartas de derecha a izquierda también.
Una carta se considerará tirada, si alguien de la mesa (aparte del poseedor) la ha visto. Sin embargo, en caso de incurrir en renuncio (es decir, infringir alguna regla del párrafo primero de 'Normas') se permitirá su cambio, siempre y cuando estén de acuerdo las dos parejas.
En caso de que no se hayan repartido las cartas exactas, se deberá empezar de nuevo. Si se advierte este problema una vez tirada la primera carta, la pareja del miembro que no posea las cartas exactas comete renuncio, y por tanto pérdida de juego. Si se da el mismo problema en las dos parejas, se volverá a barajar, sin que nadie hubiera incurrido en renuncio.
Está prohibido realizar cualquier tipo de seña en el transcurso de la partida. Las comunicaciones o informaciones que se aporten a la partida, sólo serán licitas, si se reflejan con el valor de las cartas. A pesar de ello, es común explicar el origen del nombre del juego por los 'guiños' o 'marques' que los jugadores de la misma pareja se hacen para intentar comunicarle al otro las cartas que llevan.

## Tácticas
Durante la primera fase de la partida, mientras quedan cartas en el mazo y no se arrastra, los jugadores suelen "descartarse", es decir, deshacerse de las cartas de algún palo que no sea triunfo y del que no lleven "guiñotes" (es decir, ases o treses). Es conveniente que el jugador se descarte de distinto palo que su compañero, y que vigile de qué palos se descarta la otra pareja.
Otro elemento que conviene ir memorizando es los guiñotes y triunfos que ya han salido.
En la fase de la partida previa al arrastre, los jugadores suelen evitar echar triunfo, y también suelen evitar matar salvo que se lleven al menos unos 10 puntos. En la última baza de esta fase se evita especialmente matar, ya que es muy desventajoso salir en la primera baza del arrastre, y además el último que roba antes del arrastre se lleva un triunfo, a saber, la carta que se sacó al principio para marcar triunfo.
Se suele considerar especialmente beneficioso llevarse la última baza de todas, no solo por llevarse las 10 de últimas, sino también porque suelen acumularse cartas valiosas al final. Es frecuente que se lleve la partida el jugador que llega al arrastre con más triunfos en la mano.

## Glosario
- Arrastrar. Durante el arrastre, salir de un palo para que los demás jugadores tengan que jugarlo, especialmente si ese palo es triunfo.
- Arrastre. Fase de la partida en que ya no quedan cartas en el mazo para robar, y en la que es obligatorio seguir del palo de que se sale.
- Baza. Las cartas que hay encima del tapete que se llevan la pareja que ha matado.
- Brisca. Un as o un tres, que son las cartas con más puntos.
- Buenas. Tener más de 50 puntos en el primer recuento. A los puntos conseguidos, se les resta 50 y se dicen buenas. Ej: 32 buenas = 82 puntos.
- Cargar. Echar carta con puntos cuando el compañero gana la baza.
- Cantar. Tener el rey y la sota del mismo palo en mano, y declararlo para anotarse 40 puntos si el palo es triunfo, o 20 puntos en otro caso.
- Coto. Conjunto de 3 a 5 partidas en total. Para ganar el coto hace falta ganar 3 partidas.
- Cotón. Ganar dos cotos.
- Descartarse. Quitarse todas las cartas de un mismo palo de la mano.
- Diez de últimas o monte. Diez puntos dados al que se lleva la última baza.
- Fallar. No tener del palo del que se arrastra.
- Guiñote. Un as o un tres, que son las cartas con más puntos.
- Malas. No tener más de 50 puntos en el primer recuento. A los puntos obtenidos, se les llama malas. Ej: 47 malas = 47 puntos.
- Matar. Jugar una carta que supera a la que en ese momento domina en la baza. El último jugador que mata se lleva la baza, y si nadie mata, se la lleva el que ha salido.
- Mano. Jugador que sale en la primera baza y es el siguiente al que ha repartido las cartas.
- Mazo. Montón de cartas del cual se roban las mismas.
- Palo. Oros, copas, espadas o bastos.
- Partida. Se produce cuando alguien llega a 51 buenas.
- Partida de vueltas o Partida de arrastre. Se produce cuando nadie ha logrado llegar a 51 buenas. En ese caso, se hace una segunda partida hasta que alguien llegue a 51 buenas.
- Pintar o Triunfar. El palo que es triunfo. Ej: pintan (triunfan) bastos.
- Renuncio. No jugar una carta que el reglamento te obliga a jugar, ya sea por descuido o no. Normalmente sucede cuando el adversario no echó un palo en el arrastre cuando debía haberlo echado. Si se hace un renuncio, se le da la partida al otro equipo.
- Robar. Coger una carta del mazo después de cada baza mientras queden.
- Salir. Salir de una carta es jugar esa carta el que juega primero en una baza, que corresponde con el que ha ganado la baza anterior, salvo en la primera baza en que sale el mano.
- Marcar. En la partida "de vueltas" o "de arrastre" echar alguna figura o carta que indique al compañero que llevas el as de triunfo (para que "cargue"), o algún "cante" (algún 20 o las 40" que permita ganar la partida.
- Triunfo. Palo que mata a todos los demás, y que se determina con la carta siguiente a las repartidas de entrada a los jugadores.
- Últimas. Aunque puede referirse a la última baza de todo el juego, es más común llamar así a la última baza antes del arrastre. Ir de últimas se refiere a jugar esta última baza antes del arrastre. Es normal al ir de últimas no matar.

## Curiosidades
El grupo de punk aragonés "Guiñote de Qontaqto" afirma que su nombre viene de la facilidad con la que algunas personas han llegado a las manos por este juego de naipes.